# إيلي كيمبر
ايليزابيث كلاير «ايلي» كيمبر (بالإنجليزية: Ellie Kemper) مواليد (5 مايو 1980)، ممثلة أمريكية وكاتبة وكوميدية. اشتهرت بدور (ايرن هانن) بمسلسل المكتب على قناة «NBC». وبأدوارها بفلم الإشبينات و «21 جمب ستريت». وحاليا هي بطلة مسلسل أنبرايكابل كيمي شميت الذي يعرض على نتفليكس وقد حصلت على استحسان النقاد بدورها. وفي صيف 2015 انضمت كيمبر لبرنامج «NBC» الاخباري الصباحي «ذا تودي شو».

## نشأتها
ولدت كيمبر في مدينة كانساس سيتي بولاية ميزوري، والدتها دورثي «دوتي» آن (جانارون) ووالدها ديفيد وودز كيمبر، واحدة من اغنى عوائل ولاية ميزوري. وهي حفيدة ميلدريد لاين كيمبر، التي سمي باسمها متحف جامعة واشنطن الفني بمدينة سانت لويس، ميزوري بعدما تبرعت العائلة بخمسة ملايين دولار للمتحف. كان والدها رئيسا ومديرا تنفيذياً لشركة تقدم خدمات مصرفية اسست من قبل العائلة. اختها الاصغر «كيري كيمبر» كاتبة تيليفزيونية. لكيمبر جذور إيطالية، بريطانية وألمانية.
انتقلت عائلة كيمبر إلى سانت لويس عندما كانت بالخامسة. وارتادت مدرسة كونواي الابتدائية في ضواحي لاديو بمدينة سانت لويس بعدها ارتادت ثانوية جو بورو، حينها بدات رغبتها بالمسرح والكوميديا. وكان الممثل جون هام أحد مدرسيها وظهرت معة في مسرحية المدرسة حينها. ارتادت جامعة برنستون، لعبت هوكي الحقل في الجامعة بموسم 1999. وصل فريقها للمراحل النهاية بالبطولة الوطنية للهوكي لكنها تركت الفريق للتركيز على التمثيل والمسرح. تخرجت كيمبر من برنستون عام 2002 وحصلت على شهادة اللغة الإنجليزية، درست بعدها بجامعة أوكسفورد.

## الحياة المهنية
ابدت كيمبر رغبتها بالكوميديا الارتجالية عندما كانت ترتاد جامعة برنستون وشاركت بمجموعة اداء مسرحي كوميدي. كما شاركت بإعلان دانكن دونتس. بدأت كيمبر بأداء إعلانات تيليفزيونية لسلسة متاجر (كي مارت)، وظهرت على برنامج كونان اوبراين الحواري، وبرنامج آخر على قناة E!. كما تكتب كيمبر للجريدة الاخبارية الساخرة «ذي اونيون» و هافينغتون بوست.

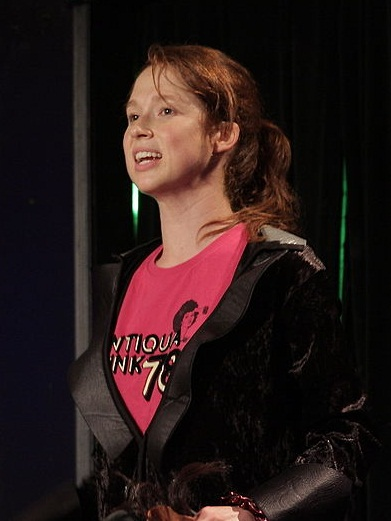
كيمبر تؤدي على مسرح (ابرايت ستزن برغايد) عام 2008.

عندما انتقلت إلى مدينة نيويورك، شاركت كيمبر بمجموعة الاداء المسرحي الكوميدي (ابتاون ستزن بريغايد) وظهرت عدة مرات بالرنامج المسرحي الكوميدي. في أغسطس 2008 اجرت تجربة اداء لبرنامج ساترداي نايت لايف لكنها لم تقبل حينها. 

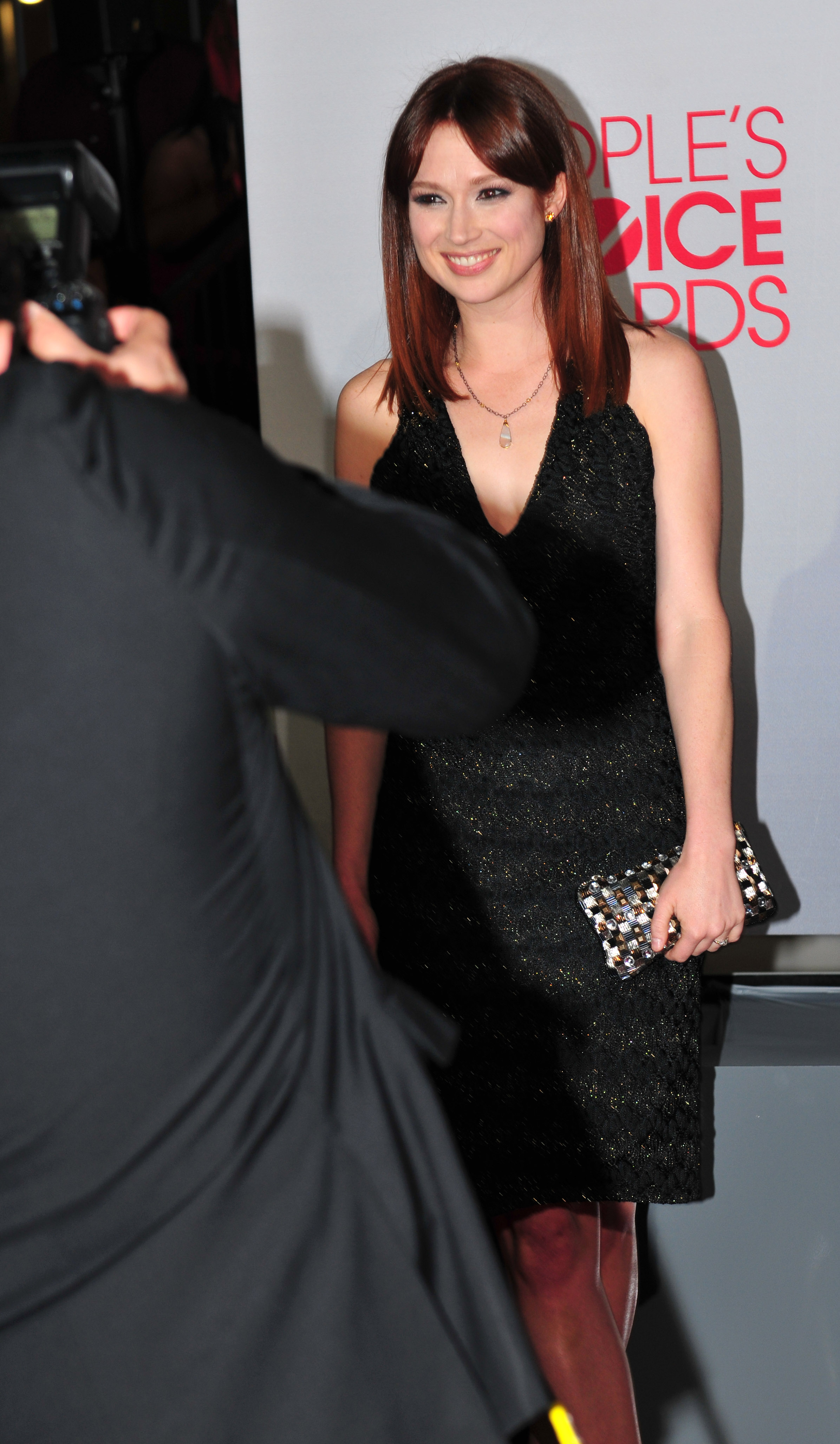
ايلي كيمبر على السجادة الحمراء للعرض الـ(38) لجوائز "بيبول تشويس اواردز" في مسرح نوكيا، لوس انجلوس، كاليفورنيا.

اجرت كيمبر تجربة اداء لمسلسل «الحدائق والمنتجعات» لقناة «NBC» وهو مسلسل كوميدي بدأ عام 2009 من تأليف (مايكل شور) و (غريغ دانييلز). لم تحصل على دور اساسي بالمسلسل، ثم اعيد الاتصال بها لتأدية دور مساعد بمسلسل المكتب وقامت بدور ايرين هانن. 
حصلت كيمبر على استحسان النقاد بدور ايرن هانن المكتب، ظهرت بعدها بالمسلسل الكوميدي أنبرايكابل كيمي شميت بدور (كيمي) الذي عرض على نتفليكس عام 2015. وفي صيف 2015 شاركت بتقديم برنامج الاخبار الصباحي «ذا تودي شو».

## الحياة الشخصية
تتبع كيمبرالكنيسة الكاثوليكية، في 2011 خطبت لصديقها مايكل كومن، كاتب سابق ببرنامج (لايت نايت وذ كونن اوبراين)، (ايغل هارت) و (ناثن فور يو). تزوجت في 7 يوليو، 2012. 

## سيرتها السينمائية والتلفزيونية
| السنة     | اسم الفلم                       | الدور           | ملاحظات                      |
| --------- | ------------------------------- | --------------- | ---------------------------- |
| 2006      | سيكشوال انتركورس: اميركان ستايل | سندي            | مسلسل تيليفزيوني (2 حلقات)   |
| 2007      | ريديمينغ راينبو                 | شيلي            | فلم تيليفزيوني               |
| 2007-2008 | مستر غلاسيز                     | كيتي            | مسلسل تيليفزيوني (5 حلقات)   |
| 2009      | مستري تيم                       | جايمي           |                              |
| 2009      | كايمان وينت                     | البنت في الحانة |                              |
| 2009-2010 | امبورتانت ثنغز وذ ديميتري مارتن | اليسن/ فيليشا   | مسلسل تيليفزيوني (2 حلقات)   |
| 2009-2013 | المكتب                          | ايرن هانن       | مسلسل تيليفزيوني (107 حلقات) |
| 2010      | غيت هم تو ذا غريك               | فلم سينيمائي    |                              |
| 2010      | ساموير                          | كلاير           |                              |
| 2010      | المكتب: الطابق الثالث           | كيلي ايرن هانن  | مسلسل تيليفزيوني (3 حلقات)   |
| 2011      | الاشبينات                       | بيكا            | فلم سينيمائي                 |
| 2012      | 21 جمب ستريت                    | الانسة غركس     |                              |
| 2012      | الدجاجة الآلية                  | كيندرا (صوت)    | مسلسل تيليفزيوني (1 حلقات)   |
| 2012      | ريتش غيرل بروبلمز               | لوكريتا         | فلم قصير                     |
| 2012-2013 | ذا ميندي بروجيكت                | هيذر            | مسلسل تيليفزيوني (3 حلقات)   |
| 2013      | سارق الهوية                     | فلو             |                              |
| 2013-الآن | صوفيا ذا فيرست                  | كراكل           |                              |
| 2013-2014 | هوليوود غايم نايت               | نفسها           | مسلسل تيليفزيوني (2 حلقات)   |
| 2013      | برندا فور ايفر                  | برندا ميلر      | فلم تيليفزيوني               |
| 2014      | ذا ايلين دي جينيرس شو           |                 |                              |
| 2014      | لاغيز                           | اليسن           |                              |
| 2014      | سكس تيب                         | تيس             |                              |
| 2014      | لقد جاءوا معاً                   | كارن            |                              |
| 2014      | ذا نو بديز                      | جولي            | فلم قصير                     |
| 2014      | أميريكان داد!                   | جينا (صوت)      | مسلسل تيليفزيوني (1 حلقات)   |
| 2014      | كوميدي بانغ! بانغ!              | نفسها           |                              |
| 2015-الآن | أنبرايكابل كيمي شميت            | كيمي شميت       | مسلسل تيليفزيوني (دور اساسي) |
| 2015      | ذا تودي شو                      | مقدمة           | برنامج اخباري صباحي          |
| 2015      | وي آر بايرز                     | لوسي            | مسلسل تيليفزيوني             |
| 2015      | التاريخ الثمل                   | نيلي بلاي       | مسلسل تيليفزيوني             |
| 2016      | ذا سيكريت لايف أوف بيتس         | كاتي            |                              |
| 2019      | ذا سيكريت لايف أوف بيتس 2       | كاتي            |                              |

## وصلات خارجية
- إيلي كيمبر على موقع IMDb (الإنجليزية)
- إيلي كيمبر على موقع روتن توميتوز (الإنجليزية)
- إيلي كيمبر على موقع ألو سيني (الفرنسية)
- إيلي كيمبر على موقع ميوزك برينز (الإنجليزية)
- إيلي كيمبر على موقع أول موفي (الإنجليزية)
- إيلي كيمبر على موقع قاعدة بيانات الأفلام السويدية (السويدية)
- إيلي كيمبر على موقع إن إن دي بي (الإنجليزية)
- إيلي كيمبر على موقع قاعدة بيانات الفيلم (الإنجليزية)
- إيلي كيمبر على موقع كينوبويسك (الروسية)